# سابين هاك
سابين هاك (بالألمانية: Sabine Hack) مواليد 12 يوليو 1969 في أولم، ألمانيا الغربية، هي لاعبة كرة مضرب ألمانية سابقة، اعتزلت اللعب في 1997. أعلى تصنيف لها في الفردي كان المركز الـ 13 في سنة 1995. أعلى تصنيف لها في الزوجي كان المركز الـ 94 في سنة 1994.

## روابط خارجية
- سابين هاك على موقع رابطة محترفات التنس (الإنجليزية)
- سابين هاك على موقع الاتحاد الدولي لكرة المضرب (الإنجليزية)
- سابين هاك على موقع كأس بيلي جين كينغ (الإنجليزية)
- سابين هاك على موقع خلاصة التنس.كوم (الإنجليزية)